# ジョナサン・デ・ファルコ
ジョナサン・デ・ファルコ（Jonathan de Falco、1984年10月8日、ブリュッセル出身）はベルギーの元プロサッカー選手であり、現在はスタニー・ファルコン（Stany Falcone）の芸名でゲイビデオ俳優として活動している。

## 経歴

### サッカー選手として
ジョナサン・デ・ファルコはサッカー選手として2004年から2005年までデルデ・クラッセBで、2005年から2007年までオード＝ヘーヴェルレー・ルーヴェンのトゥイーデ・クラッセで、2007年から2009年までKMSKダインゼで右サイドバックとして活躍した。2009年4月の試合を最後にファルコはプロサッカー選手としての活動を終え、2009/2010シーズンを以てKMSKダインゼからセミプロチームのKSVゾッテゲムに移籍した。2010/2011シーズンで彼はヴィエルデ・クラッセBのKRCメッヘレンチームのセミプロ選手であったが、怪我のため起用されなかった。ファルコは度重なる怪我の結果、26才でプロサッカー選手としてのキャリアを終えた。ファルコは双方の合意の元、KRCメッヘレンとの契約を早期に打ち切った。ファルコは性的指向による差別を恐れて自らのセクシャリティをチームメイトには明かさず、恋人についても近しい関係者にしか知られていなかった。

### ポルノ男優として
ファルコは20代前半に初めての恋人を得た、その後最も近しいプライベートのサークルで自身のセクシャリティを明らかにした。サッカー選手としてのキャリアを終えた後、ブリュッセルの様々なクラブでゴーゴーダンサーやストリッパーとして働き、自分のマッサージサロンをオープンした。2010年、ダンサーとして働いていた時にポルノのプロデューサーからアプローチを受けた。
それ以来、ファルコは「スタニー・ファルコン」の芸名で様々なポルノ作品に出演した。
ファルコは当初フランスのレーベル『クランチ・ボーイ』と独占契約を結んでいた、ファルコはこのレーベルで20本以上の作品に出演している。ファルコはタチとウケの両方の役割を演じた。タチを演じることが多いものの、ジーン・フランコとのシーンなどではウケを担当する事も多い。作品は当初レーベルのオンラインポータルサイトで公開されたが、個々のシーンはDVDとしても発売された。ファルコはレーベルの期待の新星として大々的に売り出され、ファルコのシーンを収めた『スタニー・ファルコンのパリ・セックス・ツアー』のDVDはシナブールのレーベルから独占的に売り出され、ファルコはジーン・フランコと並んで表紙を飾った。
ファルコはイギリスのポルノ・レーベルのUKネイキッド・マンやハード・ブリット・ラッズでも撮影を行い、それらのオンライン・ポータルではファルコはソロ・デュオ・三人体制など様々な作品に出演している。UKネイキッド・マンでは「ベルギーの爆弾」として紹介された。またファルコはフランスや米国など様々な国の作品にも出演している 。
2011年10月にベルリンで開催されたハスラボール・アワード2011ではファルコはクランチ・ボーイの作品によって「最優秀新人賞 (EU)」部門の最優秀ポルノ俳優賞を受賞した。
2011年5月からパートナーとともに自身の故郷であるブリュッセルに居住している。